# Cristiano Biraghi
Cristiano Biraghi (1. září 1992 Cernusco sul Naviglio, Itálie) je italský fotbalista, který hraje na pozici obránce za italský klub Fiorentina a za italskou reprezentaci.

## Přestupy
- z Inter do Pescara za 5 000 000 Euro
- z Pescara do Fiorentina za 500 000 Euro (hostování)
- z Pescara do Fiorentina za 3 000 000 Euro

## Statistiky
| Sezóna               | Klub                 | Liga                 | Liga   | Liga | Domácí poháry | Domácí poháry | Domácí poháry | Kontinentální poháry | Kontinentální poháry | Kontinentální poháry | Celkem | Celkem |
| Sezóna               | Klub                 | Soutěž               | Zápasy | Góly | Soutěž        | Zápasy        | Góly          | Soutěž               | Zápasy               | Góly                 | Zápasy | Góly   |
| -------------------- | -------------------- | -------------------- | ------ | ---- | ------------- | ------------- | ------------- | -------------------- | -------------------- | -------------------- | ------ | ------ |
| 2010/11              | Inter                | Serie A              | 0      | 0    | IP+IS         | 0+0           | 0             | LM+ES+MSk            | 2+0+0                | 0                    | 2      | 0      |
| 2011/12              | Juve Stabia          | Serie B              | 11     | 0    | IP            | 1             | 0             | -                    | 0                    | 0                    | 12     | 0      |
| 2012/13              | Cittadella           | Serie B              | 33     | 0    | IP            | 3             | 0             | -                    | 0                    | 0                    | 36     | 0      |
| 2013/14              | Catania              | Serie B              | 23     | 0    | IP            | 0             | 0             | -                    | 0                    | 0                    | 23     | 0      |
| 2014/15              | Chievo               | Serie A              | 18     | 0    | IP            | 1             | 0             | -                    | 0                    | 0                    | 19     | 0      |
| 2015/16              | Granada              | Primera División     | 32     | 0    | ŠP            | 1             | 0             | -                    | 0                    | 0                    | 33     | 0      |
| 2016/17              | Pescara              | Serie A              | 35     | 1    | IP            | 2             | 0             | -                    | 0                    | 0                    | 37     | 1      |
| 2017/18              | Fiorentina           | Serie A              | 34     | 1    | IP            | 1             | 0             | -                    | 0                    | 0                    | 35     | 1      |
| 2018/19              | Fiorentina           | Serie A              | 36     | 1    | IP            | 4             | 0             | -                    | 0                    | 0                    | 40     | 1      |
| 2019/20              | Inter                | Serie A              | 26     | 2    | IP            | 3             | 0             | LM+EL                | 4+4                  | 0+1                  | 37     | 1      |
| Celkem za Inter      | Celkem za Inter      | Celkem za Inter      | 26     | 2    | -             | 3             | 0             | -                    | 10                   | 1                    | 39     | 3      |
| 2020/21              | Fiorentina           | Serie A              | 35     | 1    | IP            | 3             | 0             | -                    | 0                    | 0                    | 38     | 1      |
| 2021/22              | Fiorentina           | Serie A              | 37     | 4    | IP            | 5             | 1             | -                    | 0                    | 0                    | 42     | 5      |
| 2022/23              | Fiorentina           | Serie A              | 33     | 2    | IP            | 4             | 0             | EKL                  | 15                   | 1                    | 52     | 3      |
| 2023/24              | Fiorentina           | Serie A              | ?      | ?    | IP+IS         | ?             | ?             | EKL                  | ?                    | ?                    | ?      | ?      |
| Celkem za Fiorentinu | Celkem za Fiorentinu | Celkem za Fiorentinu | 175    | 9    | -             | 17            | 1             | -                    | 15                   | 1                    | 207    | 11     |
| Celkově              | Celkově              | Celkově              | 353    | 12   | -             | 28            | 1             | -                    | 25                   | 2                    | 408    | 15     |

## Úspěchy

### Klubové
- 1× vítěz italského poháru (2010/11)
- 1× vítěz italského superpoháru (2010)
- 1× vítěz Mistrovství světa klubů (2010)

### Reprezentační
- 2× na ME 21 (2013 – stříbro, 2015)